# 宮津市立宮津小学校
宮津市立宮津小学校（みやづしりつ みやづしょうがっこう）は、京都府宮津市にある公立小学校。

## 沿革
- 1873年（明治6年）3月11日 - 宮津校及び盡道校を創立。前者は旧礼譲館跡（現在の校地）に位置して旧宮津藩士及び後の城東村の子弟が対象。後者は西堀川の民家を借り、宮津及び文珠の子弟が通った。
- 1886年（明治19年）4月 - 宮津校と盡道校が合併、宮津尋常小学校となる。宮津校を男子部の、盡道校を女子部の校舎として使用。
- 1908年（明治41年）6月 - 文珠に須津校分教場を設置。
- 1918年（大正7年）3月 - 男子校女子校を統一し、宮津尋常高等小学校と改称。但し組織上統一されただけで、校舎は依然第1部（男子）、第2部（女子）の両所に分かれていた。
- 1918年（大正7年）10月 - 校歌制定（作詞：横尾繁六／作曲：山本寿）。
- 1922年（大正11年）3月 - 全校舎が竣工。名実共に1校に統合される。
- 1941年（昭和16年）4月1日 - 国民学校令施行に伴い、宮津国民学校と改称。
- 1942年（昭和17年）7月　宮津町内空襲　児童1名死亡。
- 1947年（昭和22年）4月1日 - 新学制施行に伴い、宮津町立宮津小学校と改称。
- 1951年（昭和26年）11月14日 - 昭和天皇の戦後巡幸。校庭に与謝・加佐両郡民奉迎場が設けられて約13000人の地域住民が集まる[1]。
- 1954年（昭和29年）6月1日 - 宮津市発足に伴い、宮津市立宮津小学校と改称。
- 1961年（昭和36年）6月 - 現在の本館が竣工。
- 1972年（昭和47年）7月 - プール竣工。
- 1988年（昭和63年）6月1日 - 京都国体において、軟式野球会場及び卓球練習会場となる。
- 1999年（平成11年）5月 - 運動会を春季実施に変更。
- 2015年（平成27年）3月31日 - 宮津市立上宮津小学校を統合。
- 2017年（平成29年） - 北校舎、本校舎を解体し、新校舎（本棟）を建てる。

## 通学区域
- 宮津市内、以下各自治会の地域
  - 本町、魚屋、新浜、宮本、万町、京街道、大久保、柳縄手、島崎、金屋谷、亀ケ丘、松ケ岡、池ノ谷、白柏、浪花、漁師町、日吉、杉末、鶴賀、城内、城東、城南、滝馬、百合が丘、福田、宮村上、宮村、辻町、旭が丘、第2旭が丘、惣、東国名賀、皆原、山中、西波路、波路町、波路、東波路、府営東波路団地、獅子崎、つつじが丘、問屋町、グンゼ

宮津市立宮津中学校の校区に含まれる。

## 周辺
- 宮津市役所
- 宮津郵便局
- 宮津城址
- 大手川

## アクセス
- 京都丹後鉄道 宮津駅から南西へ約400m

## 通学区域が隣接している学校
- 宮津市立栗田小学校
- 舞鶴市立岡田小学校
- 福知山市立大江小学校
- 与謝野町立加悦小学校
- 与謝野町立石川小学校
- 宮津市立吉津小学校